# Rakuski Żleb

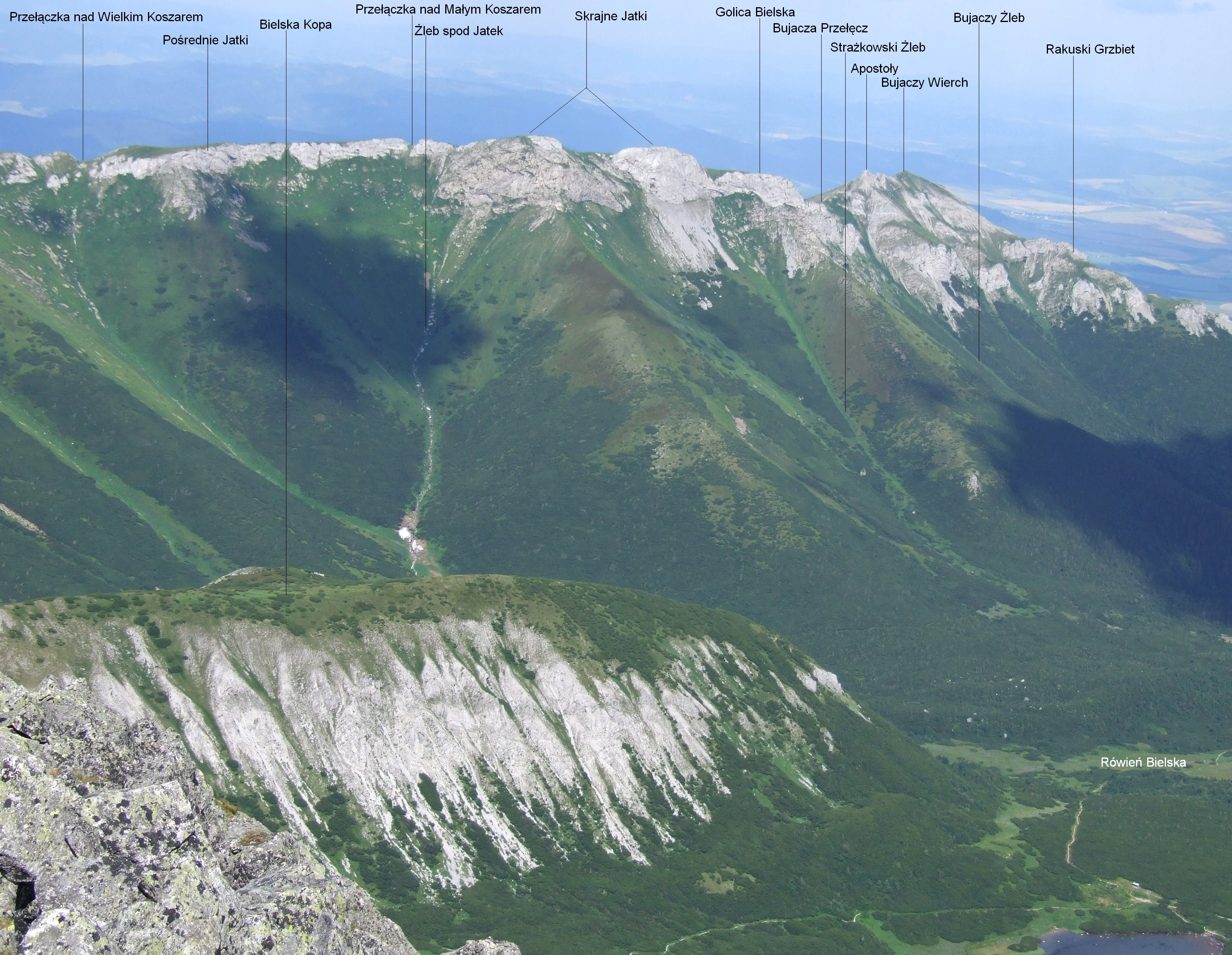
Rakuski Żleb po prawej stronie Bujaczego Żlebu (drugi z kolei)

Rakuski Żleb (niem. Rokserschlucht, słow. Rakúsky žľab, węg. Rókusi-vályú) – żleb w słowackich Tatrach Bielskich opadający z Rakuskiego Grzbietu do Doliny Kieżmarskiej.
Rakuski Żleb opada z najwyższej części Rakuskiego Grzbietu w kierunku południowo-zachodnim. W dolnej części łączy się z żlebem opadającym spomiędzy dwóch grzęd Apostołów i jednym korytem uchodzą na Wspólną Pastwę.